# Neolaphygma
Neolaphygma là một chi bướm đêm thuộc họ Noctuidae.